# Mer de Botnie
Ne doit pas être confondu avec Golfe de Botnie ou Baie de Botnie.
La mer de Botnie, en finnois Selkämeri, en suédois Bottenhavet, est une mer épicontinentale du  golfe de Botnie, en mer Baltique. Elle commence au nord au niveau de l'archipel du Kvarken, entre la Finlande continentale à l'est et la Suède à l'ouest. L'archipel finlandais (dont les îles Åland) se situe dans la partie méridionale de cette mer.

## Géographie
La mer de Botnie mesure 350 kilomètres de longueur du nord au sud et 230 kilomètres de largeur maximale d'est en ouest pour une superficie d'environ 79 000 km2 et un volume de 4 340 km3. Sa profondeur moyenne est de 68 mètres avec un point le plus profond à 293 mètres sous le niveau de la mer.
Ses principales villes côtières sont Pori, Rauma et Vaasa en Finlande ainsi que Sundsvall et Gävle en Suède.

## Limites maritimes
Ses limites sont déterminées par l'Organisation hydrographique internationale de la façon suivante :
- Au sud : depuis Simpnäsklubb (59° 52′ 34″ N, 19° 04′ 59″ E), en Suède, aux îlots et îles de Flötjan, Lågskär, Fästorna, Kökars Ören, et Kalskär  à la pointe sud-ouest de Hankoniemi (ou Hangö udd en suédois) (59° 48′ 34″ N, 22° 53′ 35″ E), en Finlande, incluant par conséquent les îles Åland, les hauts-fonds adjacents et les chenaux du golfe de Botnie.

En ce qui concerne la limite nord proposée dans la quatrième édition (2002) du document S-23 « Limites des océans et des mers », en voici l'énoncé:
- À l'ouest : la côte suédoise depuis Simpnäsklubb (59° 52′ 34″ N, 19° 04′ 59″ E)  en direction du nord jusqu'à la pointe sud de la péninsule d'Holmsund.
- Au nord : une ligne en direction du nord-ouest joignant la pointe sud-ouest de la péninsule d'Iskmo (63° 14′ 25″ N, 21° 31′ 43″ E), en Finlande, à la pointe sud de la péninsule d'Holmsund (63° 40′ 12″ N, 20° 23′ 32″ E), en Suède.
- À l'est : la côte finlandaise depuis Hankoniemi (Hangö udd en suédois) (59° 48′ 34″ N, 22° 53′ 35″ E) en direction du nord jusqu'à la pointe sud-ouest d'Iskmo, en Finlande.

Note (limite nord): la quatrième édition n'ayant pas été approuvée à la majorité, les limite oust nord et est uniquement donnée à titre de renseignement.